# لينك ليمان
لينك ليمان (بالإنجليزية: William R. Lyman)‏ هو لاعب كرة قدم أمريكية أمريكي، ولد في 30 نوفمبر 1898 في نبراسكا في الولايات المتحدة، وتوفي في 28 ديسمبر 1972 في Baker, California ‏ في الولايات المتحدة.

## وصلات خارجية
- لينك ليمان على موقع مرجع كرة القدم المحترفة.كوم (الإنجليزية)